# Psychologiedidaktik
Die Psychologiedidaktik ist ein Teilgebiet der Psychologie, das sich mit Grundlagen, Gestaltung und Reflexion des Lehrens und Lernens von Psychologie beschäftigt. Gegenstände sind sowohl der Schulunterricht als auch das Hochschulstudium. Die Psychologiedidaktik bezieht sich unter anderem auf die Allgemeine Didaktik und die psychologische Lehr-Lern-Forschung als Bezugswissenschaften.

## Psychologiedidaktik für Schulen
In Deutschland existiert die schulbezogene Psychologiedidaktik seit den 1970er Jahren, als das Schulfach Psychologie im Rahmen der Oberstufenreform von 1972 neu eingerichtet wurde.

### Psychologie als Schulfach
In Deutschland ist die Psychologie an verschiedenen Bildungsgängen der beruflichen Bildung beteiligt und kann an beruflichen Gymnasien mit dem Schwerpunkt Gesundheit und Soziales Psychologie als Profilfach gewählt werden. An Gymnasien ist die Psychologie in mehreren Bundesländern ein Wahlfach der Oberstufe. In Berlin, Brandenburg, Bremen, Hamburg, Nordrhein-Westfalen und Sachsen-Anhalt kann sie an zahlreichen Schulen als Grund- oder Leistungskurs gewählt werden. In Österreich ist Psychologie in der 11. Schulstufe ein Pflichtfach und gemeinsam mit der Philosophie ein Prüfungsfach der Matura und wird auch im berufsbildenden Bereich angeboten. In der Schweiz gibt es seit 1994 bzw. 1995 an der gymnasialen Oberstufe das Schwerpunktfach „Philosophie/Pädagogik/Psychologie“ und das Ergänzungsfach „Pädagogik/Psychologie“.

### Aufgaben der schulbezogenen Psychologiedidaktik
Die Psychologiedidaktik beantwortet Fragen zu den pädagogischen Absichten des Psychologieunterrichts (also zum Besonderen psychologischer Bildung), zur Gestaltung des Lehrens und Lernens (Lernvoraussetzungen, Lernaktivitäten, Lehrhandlungen, Medien und Sozialformen) und zu den Inhalten des Unterrichts. Zur Psychologiedidaktik gehört auch die empirische Erforschung des Lernens und Lehrens psychologischer Inhalte und Methoden.

### Schulbezogene didaktische Ansätze
An Berufskollegs ist die Psychologie Teil der Lernfelddidaktik. Für Gymnasien und Gesamtschulen existieren unterschiedliche didaktische Ansätze. Die ältesten und bekanntesten sind die paradigmenorientierte Didaktik und die konzeptverändernde Psychologiedidaktik.
Die paradimenorientierte Behandlung psychologischer Themen ist beispielsweise in NRW im Kernlehrplan vorgeschrieben. Die paradigmenorientierte Psychologiedidaktik fordert, dass jeder Unterrichtsgegenstand unter zwei Perspektiven thematisiert wird, den Teildisziplinen der Psychologie und den Paradigmen.
Die Teildisziplinen der Psychologie sind die Grundlagen- und Anwendungsfächer des Psychologiestudiums. Als Paradigmen werden dabei Tiefenpsychologie, Behaviorismus, Ganzheitspsychologie (die in dieser Definition neben der Gestalttheorie auch die humanistische Psychologie, den Situated-Cognition-Ansatz und die Ansätze Jean Piagets und Paul Watzlawicks umfasst), Kognitivismus und Biologische Psychologie (hier als humanethologische und soziobiologische Ansätze, etwa von Konrad Lorenz und Nikolaas Tinbergen) verstanden. Diese Paradigmen sind inhaltlich und methodisch heterogene und teils inkompatible Arten, Psychologie zu betreiben, die vor allem deren Entwicklung zwischen dem Ende des 19. und dem Ende des 20. Jahrhunderts prägten. Eine Kernidee der paradigmenorientierten Didaktik ist, diese Vielfalt zu nutzen, u. a. um die mit ihr verbundenen Menschenbildannahmen kenntlich zu machen. Der paradigmenorientierten Didaktik entspricht auch eine Unterrichtsmethodik.
Die konzeptverändernde Psychologiedidaktik zielt auf die Veränderung erfahrungsbasierter Wissensstrukturen, die die Schüler in den Psychologieunterricht mitbringen. Die Herausforderungen, die sich hieraus ergeben, sind, Lehrinhalte so auszuwählen und aufzubereiten, dass ihre Anwendbarkeit deutlich wird, und gezielt eine Umstrukturierung laienpsychologischen Vorwissens anzustoßen. Wichtig dafür sind Aktivitäten, in denen Lücken oder Konflikte im Vorwissen aufgedeckt werden, und solche, in denen die Vorannahmen mithilfe psychologischen Wissens ergänzt, verändert oder revidiert werden. Die konzeptverändernde Psychologiedidaktik weist enge Bezüge zur Conceptual-Change-Forschung auf.

## Psychologiedidaktik für Hochschulen
Im angloamerikanischen Raum wurde für das Bachelorstudium, in dem die Veranstaltungen nicht professionsvorbereitend sind, das didaktische Konzept der Psychological Literacy entwickelt. Mit dem Problem der Lehre für Studierende, die Psychologie lediglich anteilig studieren, beschäftigt sich auch der in perspektivenbasierte Ansatz der Psychologiedidaktik. Hans-Peter Nolting hat das Konzept der Integrativen Psychologiediedaktik entwickelt. Das Lehren und Lernen von psychologischem Wissen geht hier nicht, wie an Hochschulen üblich, von der Fachsystematik aus, sondern von einem integrierten Modell des psychischen Systems, das die Einordnung aller Inhalte in die Bereiche personaler und situativer Faktoren sowie aktueller Prozesse (Wahrnehmung, Denken Emotion, Motivation) erlaubt und dadurch das Lernen und Verstehen strukturiert.
Darüber hinaus gibt es keine systematische Beschäftigung mit der Hochschuldidaktik Psychologie. Der Fokus psychologiedidaktischer Forschung liegt eher auf kleineren empirischen Untersuchungen, die einzelne Maßnahmen zur Verbesserung des Lehrens und Lernens von Psychologie evaluieren, so etwa in den Tagungsbänden der Tagung Psychologiedidaktik und Evaluation.

## Psychologiedidaktische Organisationen
- Verband der Psychologielehrerinnen und -lehrer
- Tagung Psychologiedidaktik und Evaluation
- European Society for Psychology Learning and Teaching (ESPLAT)
- Internationales Forum: Fachdidaktik der Pädagogik Fachdidaktik der Psychologie